# Petan
Petan je priimek več znanih Slovencev:
- Bojan Petan (* 1961), pravnik, politik
- Branko Petan, filatelist, skrbnik Botaničnega vrta
- Jasmin Petan Malahovsky (1952–2013), novinarka, urednica revije Stop
- Karmen Petan (* 1998), ritmična gimnastičarka
- Majda Petan, pevka zabavne glasbe
- Marijan Petan (* 1946/8)?, pevec (New Swing Quartet)
- Marjanca Petan (1913–1980), baletna plesalka
- Petra Petan (* 1973), oblikovalka tekstila, grafična umetnica, lutkarstvo, fotografija
- Petra Petan, politična ekonomistka
- Robert Petan (*  1991), kantavtor in humorist
- Rudolf Petan (* 1949), inženir in politik
- Vida Petan, igralka hazene
- Zdravko Petan (1922–1999), gospodarstvenik
- Žarko Petan (1929–2014), gledališki režiser, pisatelj, dramatik, satirik, aforist